# Lilla Edet
Lilla Edet è una città della Svezia, capoluogo del comune omonimo, nella contea di Västra Götaland. Ha una popolazione di 4 936 abitanti.